# Emil von Berger
Pour les articles homonymes, voir Berger (homonymie).
Emil Alexander August Ferdinand von Berger (né le 4 juin 1813 à Bad Segeberg et mort le 23 mars 1900 à Berlin) est un général d'infanterie prussien.

## Biographie

### Origine
Emil von Berger (de) est le fils d'August von Berger (de) (1765-1850) et de son épouse Amalie, née von Döring (1768-1813). Son père est lieutenant général hanovrien et ambassadeur à Berlin. Son frère Ludwig Heinrich Georg (de) (1799-1863) est également lieutenant général hanovrien et commandant de Hanovre.

### Carrière militaire
Berger étudie à l'école de Holzminden et s'engage le 1er décembre 1829 comme  avant-gardiste dans le 2e régiment d'infanterie de l'armée hanovrienne (de). Il y est promu sous-lieutenant le 4 avril 1830. Début avril 1839, il rejoint l'armée prussienne et est engagé dans le 2e régiment à pied de la Garde. Promu premier lieutenant à la mi-septembre 1843, Berger participe d'abord à la répression de la révolution de Mars à Berlin (de) en 1848 puis à la première guerre de Schleswig en tant qu'adjudant au commandement général de l'armée schleswigoise-holsteinoise. Il y est utilisé dans les batailles de Schleswig, Düppel, Bau et Hadersleben. À partir de 1849, il reprend le service militaire en tant que commandant de compagnie, devient capitaine et commandant de compagnie en 1850 et devient commandant de bataillon en 1858. Alors qu'il est encore lieutenant-colonel, Berger est nommé le 19 mai 1863 à la tête du 8e régiment de grenadiers du Corps et est nommé commandant le 22 septembre 1863 avec la promotion au grade de colonel.
En 1864, il participe avec cette unité pendant la guerre contre le Danemark et pris part notamment à l'assaut de la redoute de Düppel. Dans la foulée, Berger est blessé et reçoit pour ses services durant cette guerre, l'Ordre Pour le Mérite, l'Ordre de l'Aigle rouge de 3e classe avec des épées et l'Ordre de la Couronne de fer.
Deux ans plus tard, il commande son régiment lors de la guerre contre l'Autriche et participe aux batailles de Gitschin et de Sadowa. Pour cela, il reçoit l'ordre de la Couronne de 2e classe avec épées. À la suite de la guerre, Berger est chargé le 30 octobre 1866 de commander la 11e brigade d'infanterie en tant que commandant à la suite de son régiment. Le 31 décembre 1866, il est promu au grade de major général et nommé commandant de cette brigade. Libéré de ce commandement le 17 juin 1869, Berger prend ensuite en charge la 4e brigade d'Infanterie de la Garde. Il la dirige pendant la guerre contre la France dans les batailles de Saint-Privat, Beaumont, Sedan, Le Bourget et le siège de Paris. Décoré des deux classes de la croix de fer, Berger est promu lieutenant-général après la paix de Francfort le 18 août 1871 et est commandant de Hanovre jusqu'au 13 mars 1874. Il est ensuite nommé gouverneur de la forteresse d'Ulm (de).
En reconnaissance de ses longues années de service, Berger est décoré le 17 janvier 1875 de l'ordre de l'Aigle rouge de première classe avec feuilles de chêne et épées sur l'anneau. Il est relevé de son poste de gouverneur le 17 mai 1876 et mis à disposition avec l'attribution du caractère de général d'infanterie avec pension. Le roi de Bavière et le roi de Wurtemberg rendent hommage à son engagement en lui décernant la Grand-Croix de l'ordre du mérite militaire et la Grand-Croix de l'Ordre de la Couronne de Wurtemberg avec épées.

### Famille
Berger se marie le 26 février 1851 à Peterwitz près de Jauer avec Emilie, veuve comtesse Bruges, née von Zeuner (1813–1897). De ce mariage sont nés :
- Louis (1851-1907), major prussien, marié :
  - en 1879 (divorcé le 12 juin 1897) avec Sophie Henriette Marie von Ramin (née en 1860) (mariée le 11 octobre 1897 avec le conseiller de légation Hermann von Rath)
  - le 24 juin 1898 avec Anna Duwald, veuve Hayn (née en 1851)[1]